# メソカルブ
メソカルブ(Mesocarb)は、パーキンソン病の治療薬として開発が続けられている薬品である。商標名は、SidnocarbやSydnocarbである。
この薬はもともと、無力症、アパシー、筋無力症、またうつ病や統合失調症を含むいくつかの治療のために、1970年代にソビエト連邦で開発された。ベンゾジアゼピンの鎮静作用の中和、心臓血管機能の増強、子供の注意欠陥・多動性障害や活動過多の治療、向知性薬、耐寒性等のために用いられてきた。さらに抗うつ薬や抗てんかん薬の作用を持つことも知られる。ドーパミントランスポーター(DAT)の作用を阻害することで選択的ドーパミン再取り込み阻害薬として働き、デキストロアンフェタミン等の覚せい剤のようなドーパミンを放出する性質はない。最も選択性の高いDAT阻害剤である。
メソカルブは、ロシアでは5mg錠剤として、Sydnocarbの商標名で売られている。摂取から10日間は尿中にヒドロキシル化代謝産物が検出される。
この薬品は、ロシアや旧ソビエト連邦各国以外の西側諸国では、薬品としての利用も研究もほとんどなされなかった。しかし、複数の医療応用があったり薬物乱用の報告がないにもかかわらず、国際的な管理下の薬物に登録され、ほとんどの国で規制されている。
メソカルブはアンフェタミンのプロドラッグであると勘違いされることがあるが、これはガスクロマトグラフィーを分析手法とした昔の文献に依ったものである。その後、質量分析法が登場し、これまでの研究でアンフェタミンが検出されたのは、ガスクロマトグラフィー法のアーティファクトであったことが明らかとなった。より最近の質量分析法を用いた研究で、メソカルブの代謝からは無視できるレベルのアンフェタミンしか放出されないことが明らかとなった。

## 化学
メソカルブはメソイオンシドノンイミンであり、アンフェタミン骨格と複雑なイミン側鎖を持つ。